# 明石和衛
明石 和衛（あかし かずえ、1888年（明治21年）8月30日 - 1956年（昭和31年）5月6日）は、日本の機械工学者（精密工学）、実業家。東京帝国大学卒業後、明石製作所を創業。工学博士となり、精密工学会会長を務めた。
日本の陸上競技黎明期に短距離走・中距離走・走幅跳の選手として活躍したほか、昭和初期にはゴルフに傾倒してゴルフコースの設計を行うなど、スポーツの世界にも足跡を残した。

## 生涯
東京生まれ。第一高等学校から東京帝国大学に進む。1913年（大正2年）東京帝国大学工科大学機械工学科を卒業。「恩賜の銀時計」を受け、大学院特選給費学生として母校に残った。
学生時代には陸上競技選手として活躍。一高在学時、英米の陸上競技書を多数読んで練習に活かしたという。東京帝国大学在学中は、東京帝国大学運動会で活躍、100m・200m・400mで優勝経験がある。1911年（明治44年）11月に開催された国際オリムピック大会選手予選会に出場。200m走（25秒8）、走幅跳（5.48m）で優勝した。200mと走幅跳の記録は初代日本記録（日本学生記録でもある）とされる。100m走でも予選では優勝者の三島弥彦と並ぶ記録を出している。
1913年（大正2年）11月に開催された、大日本体育協会主催の第1回全国陸上競技大会（現在は第1回日本陸上競技選手権大会と位置付けられる大会）に参加し、100m走（12秒4）、200m走（25秒2）、110mハードル（17秒5）の3種目で優勝。1914年（大正3年）に開催された第2回日本陸上競技選手権大会では100m走2連覇を達成（12秒1）。1915年（大正4年）10月21日には全国陸上男子走幅跳で日本記録（5ｍ90）。1915年（大正4年）には第2回極東選手権競技大会（上海）に短距離走の日本代表選手として参加。
1916年（大正5年）5月10日、27歳の明石は明石製作所を創業した。
1916年（大正5年）9月、金栗四三との共著で『ランニング』を発行。金栗が長距離走、明石が短距離・中距離走の練習法について執筆した。
1917年（大正6年）に開催された日本初の駅伝競走大会「東海道駅伝徒歩競走」では、「選手選択委員」の一人として運営に当たった
1925年（大正14年）には、第7回極東選手権競技大会（マニラ）に役員として参加。
1928年（昭和3年）に精密工学会が設立されると副会長を務めた（会長は大河内正敏。なお、2代会長青木保のもとでも引き続き副会長）。
ゴルフにも傾倒し、1928年（昭和3年）には摂政杯を獲得。東京ゴルフ倶楽部に属する強豪ゴルファーとして知られた。1935年（昭和10年）には山梨県の富士ゴルフコースの設計にあたっている。
1933年（昭和8年）時点で、大日本体育協会や日本陸上競技連盟の評議員を務める。1935年（昭和10年）頃に足の腱を切り、ランニングからは遠ざかったという。
1940年（昭和15年）、紀元二千六百年式典に際して、多年の功績から勲六等単光旭日章を受章。「産業人としては破格」という。
1945年（昭和20年）2月、論文「支へ刃ノ負荷能力」で工学博士号を東京帝国大学より取得。
1948年（昭和23年）に精密工学会第3代会長に就任するが、翌1949年（昭和24年）に退く。
1956年（昭和31年）5月6日、後楽園球場でプロ野球「読売ジャイアンツ対中日ドラゴンズ」を観戦中に倒れ、急死。享年68。墓所は多磨霊園。

## 家族
- 父・明石言語 ‐ 元鳥取藩士。本所区元町で出版業の万事屋（明石商店）を営む。[18][19]
- 姉・中島よし（1873年生） ‐ 陸軍軍医少将・中島市太郎（1868-1957）の妻。1893年東京女子高等師範学校卒業後、1907年に結婚するまで女学校教師を務める。『家事教程』など家事関連の教科書を著した。[18]
- 妻・久（1898-1972） ‐ 日本製鋼所役員水谷叔彦の長女。聖心女子学院卒。[20]
- 長女・小山清子（1917年生） ‐ 小山忠恕（興銀データサービス社長、日本経営システム社長）の妻。義弟(夫の妹の夫）に丸山眞男
- 二男・明石和彦（1920-1989） ‐ 明石製作所社長。東京帝国大学地球物理学科卒。1955年にねじ転造盤で大河内記念技術賞受賞。兄が早世していたため父親の死後社長就任。1958年に「顕微鏡・マイクロメーター付ナイフエッジ」の米国特許を取得し、1961年科学技術功労者賞受賞、1965年日本顕微鏡学会会長就任。小金井製作所社長、日本試験機工業会会長なども兼任したほか、関連会社を多数設立して代表を務めた。[21][22]
- 二女・安川淑子（1924年生） ‐ 安川財閥・安川敬二の妻

## おもな著作
- （金栗四三と共著）『ランニング』菊屋出版部、1916年
  - 『ランニング』 - 国立国会図書館デジタルコレクション
- （渡辺清と共著）『岩波講座機械工学 5 工學測定 釣合試験』岩波書店、1941年）